# Nieborowice
Nieborowice (deutsch Nieborowitz, 1936–1945 Neubersdorf) ist eine Ortschaft in Oberschlesien. Administrativ liegt sie in der Gmina Pilchowice (Gemeinde Pilchowitz) im Powiat Gliwicki (Landkreis Gleiwitz) in der Woiwodschaft Schlesien.

## Geografie

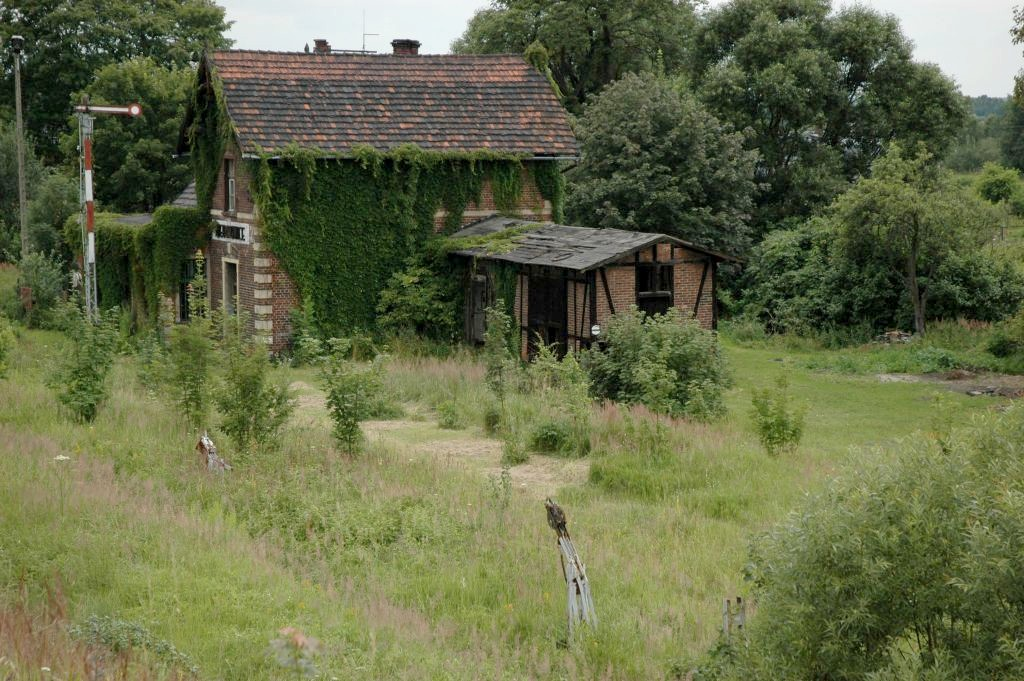
Bahnhof der ehem. Kleinbahn

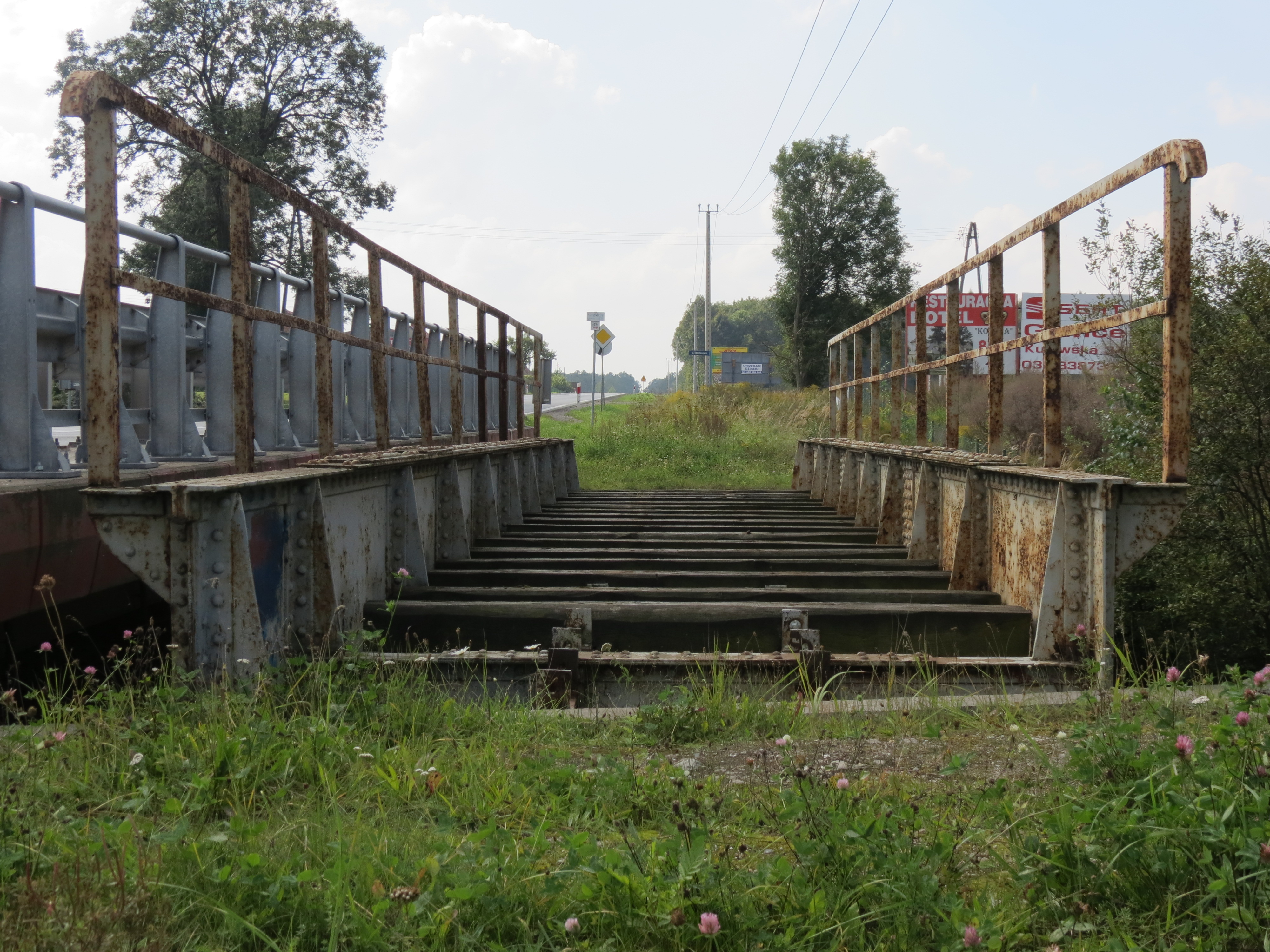
Brücke der ehem. Kleinbahn über die Birawka

Nieborowice liegt neun Kilometer südwestlich von der Kreisstadt Gliwice (Gleiwitz) und 29 Kilometer westlich von der Woiwodschaftshauptstadt Kattowitz.
In der Nähe fließt der Fluss Birawka (Bierawka).
Durch den Ort verlief die ehemalige Kleinbahn Gleiwitz–Rauden–Ratibor.

## Geschichte
Der Ort entstand spätestens im 15. Jahrhundert und wurde 1407 erstmals urkundlich als „Neborowicz“ erwähnt. 1531 folgte eine Erwähnung als „Neborowitze“.
1742 kam der Ort mit dem Großteil Schlesiens an Preußen. Der Ort wurde 1783 im Buch Beyträge zur Beschreibung von Schlesien als Nieborowi(t)z erwähnt, gehörte einem Grafen von Wengerski und lag im Kreis Tost des Fürstentums Oppeln. Damals hatte er drei Vorwerke, elf Bauern, 26 Gärtner, sechs Häusler und 263 Einwohner. Später wechselte der Ort vom Landkreis Tost zum Landkreis Rybnik. 1865 bestand Nieborowitz aus einem Dorf und einem Rittergut. Das Rittergut gehörte einem Herrn Rosse. Der Ort hatte zu diesem Zeitpunkt 66 Haushalte. Ein Teil der Einwohner ging in die nahegelegenen Gruben und Hüttenwerke arbeiten. Die Schüler waren nach Deutsch Zernitz eingeschult.
Bei der Volksabstimmung in Oberschlesien am 20. März 1921 stimmten im Ort 114 Wahlberechtigte für einen Verbleib Oberschlesiens bei Deutschland und 124 für eine Zugehörigkeit zu Polen. Auf Gut Nieborowitz stimmten 82 für Deutschland und 27 für Polen. Nieborowitz verblieb nach der Teilung Oberschlesiens 1922 beim Deutschen Reich. Doch der Großteil des Landkreises Rybnik kam an Polen, der kleine bei Deutschland verbliebene Teil wurde an die benachbarten Landkreise verteilt. Zum 1. Januar 1927 kam der Ort zum Landkreis Tost-Gleiwitz. 1936 wurde der Ort im Zuge einer Welle von Ortsumbenennungen der NS-Zeit in Neubersdorf  umbenannt. Bis 1945 befand sich der Ort im Landkreis Tost-Gleiwitz.
1945 kam der bis dahin deutsche Ort unter polnische Verwaltung und wurde anschließend der Woiwodschaft Schlesien angeschlossen und ins polnische Nieborowice umbenannt. 1950 kam der Ort zur Woiwodschaft Kattowitz. 1999 kam der Ort zum wiedergegründeten Powiat Gliwicki und zur neuen Woiwodschaft Schlesien.

## Bauwerke und Sehenswürdigkeiten
- Das Bahnhofsgebäude der ehemaligen Kleinbahn Gleiwitz-Rauden-Ratibor.
- Das spätklassizistische Gutshaus aus der Zeit um 1840.[5]